# Clyde Dam
Der Clyde Dam ist eine Gewichtsstaumauer im Central Otago District der Region Otago auf der Südinsel von Neuseeland. Sie wurde in den Jahren 1979 bis 1993 errichtet, um den Clutha River/Mata-Au und den Kawarau River zur Stromerzeugung zum Lake Dunstan aufzustauen.

## Geographie
Der Damm befindet sich bei dem kleinen Ort Clyde, rund 10 km nordwestlich von Alexandra im Hochland von Otago. Das Wasserkraftwerk der Clyde Power Station befindet sich direkt unterhalb des Damms.

## Geschichte

### Vorgeschichte
Während der Planung des Stauwerkes gab es beträchtliche Kontroversen in der Bevölkerung, da abzusehen war, dass der Stausee zahlreiche Häuser und Obstplantagen weiter stromaufwärts bei Cromwell überfluten würde.
Ebenso betraf die Baumaßnahme die Cromwell Gorge, einen engen Talabschnitt des Clutha River/Mata-Au südöstlich von Cromwell, landschaftlich reizvoll und bei Touristen beliebt, der teilweise in den Fluten versinken würde sowie den New Zealand State Highway 6, der auf dem Abschnitt komplett neu gebaut hätte werden müssen. Dazu rechneten sich Sicherungsmaßnahmen in der Landschaft, die schon alleine mit 337 Millionen NZ$ veranschlagt wurden. Der damalige Streckenabschnitt der Otago Central Railway über den Ort Clyde hinaus, hätte geschlossen werden müssen und ein aufwändiger Materialtransport zur Baustelle mit den Belastungen für die Bevölkerung wäre die Folge gewesen.
Um die negativen Folgen der Baumaßnahme mindern zu können und eine größere Akzeptanz in der Bevölkerung zu bekommen, beschloss die damalige Labour-Regierung unter Norman Kirk, einen niedrigeren Damm bei Clyde zu bauen. Diese Entscheidung wurde durch die nachfolgende Regierung der National Party revidiert, die einen hohen Damm präferierte. Es gab auch Diskussionen darüber, ob der Damm überhaupt nötig sei. Die Unterstützung der National Party für ein umstrittenes Aluminiumwerk bei Aramoana, ein weiteres Think Big-Projekt des Premiers Robert Muldoon der späten 1970er und frühen 1980er, war einer der Gründe schließlich für den Bau des Dammes, infolgedessen Bürgerinteressen teilweise durch Sondergesetze zunichtegemacht wurden, wie zum Beispiel als die bereits vergebenen Wasserrechte zur Stromgewinnung aufgrund eines Revisionsantrages von Landeigentümern durch das Oberste Gericht für ungültig erklärt wurden. National kippte die Gerichtsentscheidung durch ein Sondergesetz. Nach Verhandlungen mit der Social Credit Party, die den Damm ursprünglich abgelehnt hatte, wurde der Bau mit deren Hilfe über den Clutha Development (Clyde Dam) Empowering Act 1982 dann schließlich legalisiert.

### Der Bau
Die Bauarbeiten an dem Damm begannen im Jahr 1979. Während den Arbeiten stellte man im umliegenden Gestein Mikrorisse fest, die aus einer geologischen Störung unter dem Damm resultieren. Die Konstruktion des Dammes musste infolge überarbeitet werden. Ein Turbinenschacht fiel weg und die Kapazität zur Stromerzeugung wurde von den geplanten 612 MW auf 432 MW gesenkt. Außerdem musste eine Dehnungsfuge in das Bauwerk eingeplant werden, die dem Damm bei tektonischen Bodenbewegungen einen Versatz von zwei Meter in horizontaler Richtung und einen Meter in vertikaler Richtung erlaubt.
Eine große Menge Flüssigbeton wurde zur Stabilisierung in das Gestein verpresst, um Lecks abzudichten. Diese Zusatzaufwendungen führten zu einer beträchtlichen Überschreitung des Zeitplans und der geplanten Kosten, womit der Damm der teuerste des Landes wurde. Des Weiteren führten Erdrutsche und die Möglichkeit weiterer Erdrutsche durch einen möglichen Anstieg des Grundwasserlevels im Bereich der Cromwell Gorge zu zusätzlichen Verzögerungen des Gesamtprojektes, da Stabilisierungsmaßnahmen an den Hängen notwendig wurden. Alleine die Maßnahmen verschlangen 936 Millionen NZ$.
Nach der Fertigstellung des Damms wurde der Stausee von April 1992 an bis in das Jahr 1993 hinein in vier kontrollierten Stufen gefüllt.

## Daten des Damms
Der Clyde Dam misst von der Talsohle bis zur Krone 60 m, einschließlich des Fundamentes 105 m. Die Staumauer erstreckt sich über eine Länge von 490 m durchs Tal, verfügt an der Basis über eine Stärke von 70 m und verjüngt sich nach oben auf eine Mauerstärke von 10 m. Das Neigungsverhältnis der Staumauer seeseitig beträgt 1:0,666 und kraftwerksseitig 1:0,125. Insgesamt wurden rund 1 Million m³ Beton verbaut. Vier in das Stauwerk eingelassene Druckleitungen mit einem Durchmesser von je 7,8 m führen das aufgestaute Wasser mit einer maximalen Durchflussmenge von rund 1000 m³/s den Turbinen des Kraftwerks zu. Für eine eventuelle Kapazitätserweiterung wurde Platz für weitere zwei mögliche Leitungen in dem Damm vorgehalten.
Bei Flut sorgen vier radiale, 14,3 m hohe und je 10 m breite Tore für einen maximal möglichen Durchfluss von 4600 m³/s. Ein weiteres Schleusentor, mit einer Höhe von 9,6 m und einer Breite von 6 m, lässt einen weiteren Abfluss von 1430 m³/s zu. Die bisher größte Flut kam im November 1999 auf einen maximalen Durchfluss von rund 3500 m³/s.
Eine von dem Stauwerk abführende Pipeline versorgt die südlich des Damms liegende Earnscleugh-Ebene mit Wasser für die Bewässerung mit einem Durchsatz von 2,4 m³/s. Der westlich dem Clutha River/Mata-Au zufließende Fraser River wird über die Leitung mit 1 m³/s zusätzlichem Wasser versorgt.

## Das Kraftwerk
Das Wasserkraftwerk des Damms, das von der Firma Contact Energy betrieben wird, besitzt vier 108-MW-Francis-Turbinen, die eine maximale Leistung von insgesamt 432 MW erbringen können.

## Besichtigung
Im April 2017 konnten der Damm und das Kraftwerk erstmals von Innen von der Öffentlichkeit in Augenschein genommen werden.

## Trivia
Während des Baues wurde der Clyde Dam im Juli 1984 für einige Szenen des Filmes Shaker Run als Filmkulisse genutzt.